# Soul Diggaz
Los Soul Diggaz son un equipo de producción musical R&B/Pop formado por K-Mack., Bless y Corte Ellis. Los Soul Diggaz residen en Newark, NJ.

## Créditos en escritura

### 2007

#### Ashley Tisdale-Headstrong
- 00. "Hurry Up"

#### Britney Spears-Blackout
- 06. "Get Naked (I Got a Plan)"
- 15. "Get Back" [Bonus Track]

## Producciones y composiciones importantes
- Ashlee Simpson con Missy Elliot - "L.O.V.E." [Remix]
- Ashley Tisdale - "Hurry Up"
- Beyoncé - "Ice Cream"
- Beyoncé - "L'Oreal Commercial"
- Beyoncé - "What's It Gonna Be"
- Brooke Valentine - "Cover Girl"
- Cheri Dennis - "Portrait"
- 8 Ball & MJG - "30 Rocks"
- Eve - "Eve Television Theme Song"
- Fantasía - "Bump What Your Friends Say"
- Mary J. Blige - "Chasing Lies"
- Missy Elliot con Madonna - "Gap Commercial"
- Monica - "The Intro"
- OLIVIA - "Private Party"
- Missy - "First Time"
- B5 - "Hydrolic"
- Nina Sky - "Good Love"
- Tweet - "Sport, Sex, Food"
- Missy Elliott, Beyoncé, Free, MC Lyte - "Fighting Temptation"